# Nicholas Gioacchini
Nicholas Selson Gioacchini (ur. 25 lipca 2000 w Kansas City) – amerykański piłkarz pochodzenia włoskiego i jamajskiego występujący na pozycji napastnika lub skrzydłowego, reprezentant Stanów Zjednoczonych, od 2025 roku zawodnik greckiego Asterasu Tripolis.
Jego ojciec pochodzi z Włoch, a matka z Jamajki. W wieku ośmiu lat przeprowadził się z rodziną do Włoch, cztery lata później powrócił do Stanów Zjednoczonych, zaś w wieku piętnastu lat przeniósł się do Francji.